# Ana Arrebentinha
Ana Arrebentinha (Moura, Amareleja, 16 de junho de 1993), nome artístico de Ana Cristina Grosso Campaniço, é uma humorista, atriz e apresentadora de televisão portuguesa.

## Biografia e carreira
Ana Cristina Grosso Campaniço, com o nome artístico de Ana Arrebentinha, nasceu na Amareleja, freguesia pertencente ao concelho de Moura, no Baixo Alentejo. A alcunha ''Arrebentinha'', foi uma herança que a humorista herdou do seu pai (José Mário Campaniço), um mecânico que era conhecido como ''arrebenta parafusos'' por ser muito bruto a rebentar parafusos na oficina onde trabalhava.  Ana é reconhecida por muitos como o ''furacão do Alentejo''.
Iniciou a sua carreira no teatro em 2012.  
Atriz e comediante, começou a contar anedotas no Centro de Saúde de Amareleja, onde a sua mãe (Fátima) trabalhava. O talento de Ana não passou despercebido pela população daquela terra alentejana, e foi convidada pela rádio daquela região para fazer parte do programa Nunca mais é Sábado, um passo importante para Ana, com 17 anos naquela altura.  Mais tarde começa a trabalhar num bar na cidade de Moura, onde teve uma má experiência que a revoltou e, num impulso, enviou um ''mail'' para a SIC, para o programa Boa Tarde, apresentado por Conceição Lino, onde acabou por ser aceite, estreando-se assim em televisão. O seu gosto pelas artes fez com que fosse estudar para a Casa do Artista, o que a fez com que se mudasse para Lisboa. 
Em 2017 foi apurada para o Got Talent Portugal, na RTP1, tendo conquistado o júri do formato.  A sua participação no Got Talent captou a atenção dos dirigentes da estação pública, e, em 2017 a RTP chama-a para contar anedotas no programa das tardes do canal, Agora Nós, apresentado por Tânia Ribas de Oliveira e José Pedro Vasconcelos. 
Em 2018, foi convidada pela TVI para integrar o leque de comentadores do Late Night Secret, um extra do Secret Story - Casa dos Segredos.  No mesmo canal passa a ser presença assídua no matutino Você na TV!, como repórter. Mais tarde foi comentadora do Big Brother, e, em 2021, estreou-se como apresentadora, ao ser convidada por Cristina Ferreira (Diretora de Ficção e Entretenimento da TVI) para apresentar o Somos Portugal. 
Protagonizou o filme Um Filme do Caraças, em 2023, que esgotou a salas de cinema de todo o país. 

## Vida pessoal
Em setembro de 2024, numa entrevista conduzida por Tânia Ribas de Oliveira, n'A Nossa Tarde (RTP1), Ana assumiu a sua homossexualidade, defendendo mais tarde nas suas redes sociais:
Como alentejana que sou e muito emotiva, queria deixar esta mensagem, que é: não importa o que os outros dizem, nós somos aquilo que somos e acabou. E não podemos olhar para trás, porque, às vezes, não temos ninguém à nossa espera, como eu disse na entrevista. Temos de olhar para a frente.

## Televisão
| Ano         | Projeto                                       | Papel                                   | Canal |
| ----------- | --------------------------------------------- | --------------------------------------- | ----- |
| 2011 - 2014 | Boa Tarde                                     | Contadora de anedotas                   | SIC   |
| 2017        | Got Talent Portugal                           | Concorrente                             | RTP1  |
| 2017 - 2019 | Agora Nós                                     | Contadora de anedotas                   | RTP1  |
| 2017 - 2018 | Secret Story - Casa dos Segredos (7.ª edição) | Comentadora do ''Late Night Secret''    | TVI   |
| 2020        | Big Brother 2020                              | Comentadora                             | TVI   |
| 2020        | Big Brother - Duplo Impacto                   | Comentadora                             | TVI   |
| 2020        | Arrebenta a Selfie                            | Apresentadora                           | TVI   |
| 2021        | Somos Portugal                                | Apresentadora                           | TVI   |
| 2022        | Big Brother 2022                              | Comentadora                             | TVI   |
| 2023        | Levanta-te e Ri                               | Contadora de anedotas                   | SIC   |
| 2025        | Domingão                                      | Contadora de anedotas (esporadicamente) | SIC   |

### Especiais / Outros
| Ano  | Projeto             | Notas                                 | Canal |
| ---- | ------------------- | ------------------------------------- | ----- |
| 2024 | Noite das Estrelas  | Comentadora convidada                 | CMTV  |
| 2024 | Parece Impossível!  | Concorrente do grupo ''Os Atrevidos'' | SIC   |
| 2025 | Passadeira Vermelha | Comentadora convidada                 | SIC   |

## Cinema
| Ano  | Filme               | Papel            | Notas        |
| ---- | ------------------- | ---------------- | ------------ |
| 2023 | Um Filme do Caraças | Cláudia Milhafre | Protagonista |